# Enemy of the Sun
Enemy of the Sun ist eine deutsche Groove-Metal-Band.

## Geschichte
Die Band wurde im Jahre 2006 gegründet. Namensgeber war das gleichnamige Album der Band Neurosis aus dem Jahre 1993. Bekanntestes Mitglied ist Waldemar Sorychta, der zuvor bei Bands wie Despair, Grip Inc. und Voodoocult aktiv war und sich in den 1990er Jahren als Musikproduzent einen Namen machte. Sorychta ist zurzeit ebenfalls Mitglied bei Eyes of Eden. Die Bassistin Alla Fedynich war Livebassistin bei Pain und ebenfalls Mitglied bei Eyes of Eden. Der finnische Sänger Jules Neväri und der Schlagzeuger Daniel Zeman haben zuvor bei weniger bekannten Bands gespielt. Anfang 2007 nahm die Band ein Demo auf, das sowohl vom Rock Hard als auch vom Metal Hammer zum „Demo des Monats“ gekürt wurde. Im Juni 2007 spielte die Band in Hamburg im Vorprogramm von Megadeth.
Das von Waldemar Sorychta produzierte Debütalbum Shadows erschien am 7. Dezember 2007 und wurde im Rock Hard zum „Album des Monats“ gekürt. Im Sommer 2008 ist die Band im Rahmen des Wacken Open Air, des With Full Force, sowie des Summer Breeze Festivals aufgetreten. Am 28. Mai 2010 erschien das Nachfolgeralbum Caedium ebenfalls bei Massacre Records. Nach einer längeren Pause kündigten Enemy of the Sun für 2018 ein neues Studioalbum an.

## Diskografie
- 2007: Shadows (Album, Massacre Records)
- 2010: Caedium (Album, Massacre Records)